# Фома Кантакузин
Фома Кантакузин (греч. Θωμάς Καντακουζηνός, ум. 25 июля 1463) — византийский аристократ из династии Кантакузинов, военачальник на службе у сербского деспота Георгия Бранковича.

## Биография
Специалист по византийской истории Дональд Никол, который исследовал истории рода Кантакузинов, считает его братом Георгия Палеолога Кантакузина. Джованни Музаки называет его братом Ирины Кантакузины, жены сербского деспота Георгия Бранковича, но неправильно считает его сыном византийского императора Иоанна VI Кантакузина. Эту же ошибку повторяет французский историк-медиевист Шарль Дюканд. Отцом Фомы являлся севастократор и морейский деспот Димитрий Кантакузин.
Фома Кантакузин был одним из многих греков, которые поступили на службу к сербскому деспоту Георгию Бранковичу после его женитьбы на Ирине Кантакузине в 1414 году. Документы Дубровницкой республики сообщают, что Фома Кантакузин находился во владениях деспота в 1433 и 1435 годах.
В 1439 году Фома Кантакузин участвовал в обороне сербской крепости Смедерево от армии османского султана Мурада II. Согласно историку Дуке, замок Смедерево пал после трехмесячной осады. Среди защитников крепости, которые были представлены султану были сын деспота Гргул Бранкович и Фома Кантакузин.
В сентябре 1448 года Фома Кантакузин во главе армии своего зятя Георгия Бранковича предпринял военный поход в Боснию, где одержал победу в битве над боснийским королём Стефаном Томашем. Сербы захватили Сребреницу и левый берег р. Дрин.
В 1452 году Фома Палеолог во главе другой сербской армии вторгся в княжество Зета, но был разгромлен в битве 14 сентября местным правителем Стефаном Черноевичем.
Несмотря на своё положение при сербском дворе, после смерти Георгия Бранковича Фома не смог защитить свою сестру Ирину Кантакузину от притеснений со стороны её сына Лазаря. В мае 1457 года после смерти Ирины Фома Кантакузин бежал из Смедерево в османские владения. Вместе с племянницей Марой Бранкович и ослепленным племянником Гргулом он прибыл в Эдирне.
11 августа 1459 и 18 марта 1462 года Дубровницкий суд дважды вызывал Фому Кантакузина прибыть на суд в Дубровник, но Дональд Никол сомневается, что он ответил на эти вызовы. Сербская летопись сообщает о его смерти 25 июля 1463 года, сразу после завоевания турками-османами Сербской деспотии.